# Teresa de Jesús Jornet
Santa Teresa de Jesús Jornet (Aitona, Lérida, 9 de enero de 1843 - Liria, Valencia, 26 de agosto de 1897) fue una religiosa española. En 1873 fundó la congregación religiosa de las Hermanitas de los Ancianos Desamparados en Barbastro. A su muerte dejó 103 asilos en España y América. 

## Vida
Nació en una familia religiosa. Su hermana Josefa fue Hija de la Caridad en el hospital de La Habana; su hermana María se incorporó con ella a la nueva orden religiosa; su hermano Juan, casado, dio tres hijas a la misma congregación; su tía Rosa, hermana de su madre, murió en olor de santidad y su tío abuelo el beato Francisco Palau, fue fraile carmelita exclaustrado, apóstol, orador, escritor y penitente.
Estudió en Lérida para maestra e ingresó en el monasterio de las clarisas de Briviesca, en Burgos, mientras que su hermana Josefa ingresó en Lérida en las Hijas de la Caridad de San Vicente de Paúl. Pero la situación política de la segunda mitad del siglo XIX le no permitió la emisión de votos, por lo que ingresó como carmelita terciaria y se dedicó a la enseñanza. Posteriormente, junto a un grupo de sacerdotes en Barbastro, se dedicó a la atención de ancianos abandonados, desde donde viajó a Valencia a la casa madre de las Hermanitas de los Ancianos Desamparados.

## Muerte y canonización
Antes de fallecer en Liria el 26 de agosto de 1897, dejó dicho y escrito que no quería canonizaciones dentro de la orden si con el paso del tiempo hubiera Hermanitas canonizables, indicó que no deseaba que se gastara dinero y recursos en proponer la subida a los altares de nadie. Por ello su proceso de beatificación se alargó tanto en el tiempo que, luego, resultó tan rápido debido a la sensibilidad del pueblo y a las manifestaciones sobrenaturales frecuentes.
Fue beatificada el 27 de abril de 1958 por Pio XII y canonizada por Pablo VI el 27 de enero de 1974.